# MAYSON's PARTY
MAYSON's PARTY（メイソンズパーティー）は、日本のスカパンクバンド。略称は「メイソンズ」。

## 来歴
2018年
- 5月、ex.SKALL HEADZのメンバーである AYATOMO、MIKI、Ya-knockを中心にTSUKASA、MOEが加わりバンドを結成。完全自主制作であるデモCD『#1stDEMO』をリリース。渋谷THE GAMEで自主企画『#1st PARTY』を開催。ORESKABANDのSAKI、ADDをサポートメンバーに迎え7人体制で活動を開始。
- 12月、スターダストプロモーション所属ばってん少女隊のバックバンドとしてカルッツ川崎公演に出演。

2019年
- 3月、ばってん少女隊のバックバンドとして全4ヶ所6公演のZeppツアーに出演。
- 4月、アメリカツアー『U.S.A TOUR～CALIFORNIA DREAM～』を敢行。カリフォルニア州ロサンゼルスを中心に現地のスカバンドと共演するツアーを行った。
- 5月15日、アメリカツアーの映像で作られたMVとともにデジタルシングル『SON OF A BITCH』をリリース。
- 7月、ばってん少女隊のバックバンドとして福岡のフェス『NUMBER SHOT 2019』に出演。
- 8月、川崎CLUB CITTA'で開催された、東京スカパラダイスオーケストラ×HEY-SMITH共同主催『SKAramble Japan』の一般公募枠を勝ち取り出演。

2021年
- 2月、それまでサポートメンバーであったSAKI(ex.ORESKABAND)とPON(ex.FEELFLIP)が正式メンバーとして加入。
- 3月6日から4月17日にかけ、『改めましてメイソンズパーティーです。TOUR2021』を全7箇所にて開催。
- 5月、FIVE STATE DRIVE、SKA FREAKSとの3バンド共同主催イベント『DANCE CRAZY』を川崎CLUB CITTA'、滋賀U★STONE、名古屋DIAMOND HALLにて開催。
- 7月28日、プロデューサーに猪狩秀平(HEY-SMITH)を迎え、1st mini album『MAYSON's PARTY』をSouthBellより発売。収録曲「Yummy Yummy」はテレビ東京系 ゴッドタン8月度エンディングテーマに決定。
- 8月から12月にかけて全国26箇所を回るツアー『THE TOUR 2021』を開催。ツアーファイナルの渋谷THE GAME公演はソールドアウト。
- 11月、HEY-SMITH『Back To Basics TOUR』ツアー7箇所に出演。

2022年
- 6月29日、1st EP『ONE』を発売。収録曲「ONE」はテレビ東京「超音波」7月度エンディングテーマに決定。
- 7月から11月にかけて、全国27箇所を回るリリースツアー『We are "ONE" TOUR 2022』を開催。ツアーファイナルはSpotify O-WESTにて行われた。

2023年
- 2月、インドネシアのスカ・バンドORINDとのコラボ曲「I Don’t Care」を発表。
- 3月21日、山口・周南RISING HALL

「MAN WITH A MISSION World Tour 2023 ~WOLVES ON PARADE~」にてゲストに抜擢される。
- 5⽉11⽇、 恵⽐寿LIQUIDROOM

『FLOW 20th ANNIVERSARY LIVE TOUR 2023「Voy☆☆☆」』ファイナル にて MAYSON's PARTYホーン隊がゲストに抜擢される。
- 6月7日、1stフルアルバム『PARTY4YOU』を発売。収録曲「TRY and TRY」はテレビ神奈川「関内デビル」6月度エンディングテーマ、収録曲「Give me your LOVE」はテレビ東京「超音波」・「ゴッドタン」、関西テレビ放送「ウラマヨ!」6月度エンディングテーマに決定。また、日本テレビ系「バズリズム02」内コーナー「密着フカボリズム」にて特集。
- 6月から10月にかけて、全国25箇所を回るリリースツアー『PARTY4YOU TOUR 2023』を開催。SHIBUYA CLUB QUATTROにて行われたツアーファイナルはソールドアウト。
- 9月10日、HEY-SMITH主催フェス『OSAKA HAZIKETEMAZARE FESTIVAL 2023』に初出演。

2024年
- 5月6日、『VIVA LA ROCK 2024』に初出演。
- 6月5日、2nd EP『3-SUN-』を発売。収録曲「Apple Orange Banana(A.O.B)」は関西テレビ放送「ウラマヨ!」6月度エンディングテーマ、「SUNSHINE」はテレビ神奈川「関内デビル」7月度エンディングテーマに決定。また、日本テレビ系「バズリズム02」内コーナー「BUZZ CLIPS」にて3週にわたって特集。
- 7月7日、10-FEET主催フェス『京都⼤作戦2024〜翔んで騒いで万々祭〜』に初出演。

## メンバー
- AYATOMO - ボーカル、ギター担当。

2月28日生まれ。東京都葛飾区出身。オリジナルメンバー。ex.SKALL HEADZ。
- MIKI - ギター、ボーカル担当。

8月24日生まれ。神奈川県出身。オリジナルメンバー。ex.SKALL HEADZ。
- Ya-knock - ドラムス、コーラス担当。

9月18日生まれ。千葉県船橋市出身。オリジナルメンバー。ex.SKALL HEADZ。
- TSUKASA - ベース、コーラス担当。

7月14日生まれ。オリジナルメンバー。
- MOE - トロンボーン、コーラス担当。

11月1日生まれ。奈良県北葛城郡王寺町出身。オリジナルメンバー。
- SAKI - トランペット、コーラス担当。

1月12日生まれ。大阪府出身。2021年2月正式加入。ex.ORESKABAND。
- PON - テナーサックス、コーラス担当。

4月20日生まれ。東京都足立区出身。2021年2月正式加入。ex.FEELFLIP。

## タイアップ
| 起用年 | タイトル          | タイアップ先                                             |
| ------ | ----------------- | -------------------------------------------------------- |
| 2021年 | Yummy Yummy       | テレビ東京系『ゴッドタン』 8月度エンディングテーマ       |
| 2022年 | ONE               | テレビ東京「超音波」 7月度エンディングテーマ             |
| 2023年 | TRY and TRY       | テレビ神奈川（tvk）『関内デビル』6月度エンディングテーマ |
| 2023年 | Give me your LOVE | カンテレ「ウラマヨ!」6月度エンディングテーマ             |
| 2023年 | Give me your LOVE | テレビ東京系『ゴッドタン』 6月度エンディングテーマ       |